# Altheim (Alb)
Altheim település Németországban, azon belül Baden-Württembergben. Lakosainak száma 1744 fő (2023. december 31.).

## Népesség
A település népessége az elmúlt években az alábbi módon változott:
| Lakosok száma | 1408 | 1694 | 1707 | 1736 | 1741 | 1744 |
|               | 1975 | 2017 | 2019 | 2021 | 2022 | 2023 |